# 朴煥生
朴 煥生（パク・ファンセン、朝鮮語: 박환생、1915年5月7日 - 1961年1月1日または7月30日）は、満洲国および大韓民国の公務員、実業家、政治家。第5代韓国国会議員。本貫は竹山朴氏。仏教徒。

## 経歴
全北南原出身。全北高等学校、日本大分商大卒。新京法政大学法科修了。満洲中央銀行本店勤務を経て同銀行図們支店長を務めた。解放後は帰国し、軍政庁軍政長官秘書、全羅北道財産処理署長（1947年より）、国際連合民事援助司令部経済官（1951年）、韓国石綿工業社専務理事、青丘建設会社取締役、社会大衆党所属の第5代国会議員を務めた。
1961年7月30日、漢江にて乗船していた船の転覆事故に巻き込まれ溺死した。享年48。